# Calla (album)
Calla è l'album d'esordio eponimo del gruppo indie rock statunitense Calla, pubblicato nel 1999.
I brani che compongono l'album sono suite dove il gruppo imbastisce sinistre melodie, in cui la decadenza della dark wave incontra la solitudine della società industriale. Chitarre spettrali e profonde linee di basso si innestano su una batteria, che a tratti, sembra riproporre la meccanicità degli androidi che pervadono l'ascolto di questo album, impreziosito da glaciali e distanti effetti ambientali, che amplificano la sensazione di vuoto e solitudine.

## Tracce
1. Tarantula
2. Custom Car Crash
3. June
4. Only Drowning Man
5. Elsewhere
6. Truth About Robots
7. Trinidad
8. Keyes
9. Awake And Under
10. Elsewhere (live) Bonus edition
11. Custom Car Crash (live) Bonus edition
12. Awake And Under (live) Bonus edition